# Garden (Utah)
Pour les articles homonymes, voir Garden.
Garden est une census-designated place du comté de Rich, dans l'État de l'Utah, aux États-Unis. En 2020, elle compte une population de 240 habitants.